# 앤디 페소아
앤디 페소아(Andy Pessoa, 1995년 10월 30일 ~ )은 미국의 배우이다.